# إينر ينسن
إينر ينسن (بالدنماركية: Einer Jensen)‏ (6 مارس 1899 – 18 فبراير 1976) هو ملاكم دنماركي راحل، مثّل بلاده في الألعاب الأولمبية الصيفية 1920.

## روابط خارجية
إينر جنسن على موقع بوكس ريك (الإنجليزية) (registration required)
- إينر جنسن على موقع أوليمبيديا (الإنجليزية)